# Denys Pojazyka
Denys Jurijowytsch Pojazyka (auch Denys Poyatsika; ukrainisch Денис Юрійович Пояцика; * 29. April 1985 in Krementschuk) ist ein ukrainischer Amateurboxer.

## Laufbahn
Pojazykas erste internationale Meisterschaften waren die Europameisterschaften 2006 in Plowdiw, bei denen er dann überraschend Europameister im Schwergewicht (-91 kg) wurde. Er gewann dabei vier von fünf Kämpfen vorzeitig, unter anderem gegen den WM-Zweiten von 2005 Elvin Alisade aus Aserbaidschan und im Endkampf gegen den Topfavoriten Roman Romantschuk. Bei den Weltmeisterschaften im Jahr darauf schied er jedoch im Achtelfinale gegen Alisade aus. Auch die Europameisterschaften 2008 in Liverpool endeten für ihn bereits im Viertelfinale, so dass er die  Qualifikation für die Olympischen Spiele endgültig verpasste.
2009 und 2010 unterlag Pojazyka bei den nationalen Meisterschaften Oleksandr Ussyk. Trotzdem wurde er 2010 für die Europameisterschaften in Moskau nominiert und errang die Bronzemedaille. 2011 stieg Pojazyka ins Superschwergewicht (+91 kg) auf, konnte sich jedoch auf nationaler Ebene nicht durchsetzen. 2012 wurde er wieder ukrainischer Meister im Schwergewicht und bei den Europameisterschaften 2013 in Minsk belegte er den dritten Platz hinter Məhəmmədrəsul Məcidov, Aserbaidschan, und Sergei Kusmin, Russland.

### World Series of Boxing
In der Saison 2010/2011 startete Pojazyka für Baku Fire in der World Series of Boxing. In der regulären Saison gewann er zwei von vier Kämpfen. Er verlor u. a. gegen Abdelhafid Benchabla, Algerien. Des Weiteren wurde er beim ersten Halbfinalvergleichskampf gegen Paris United eingesetzt, verlor jedoch als einziger Vertreter Bakus seinen Kampf.
In der Saison 2011/2012 wurde Pojazyka von Baku erst in der K.-o.-Runde eingesetzt. Beim Vergleichskampf gegen die Mumbai Fighters gewann er seinen Kampf, bei dem gegen Milano Thunder verlor er jedoch.
In der Saison 2012/2013 bestritt Pojazyka drei Kämpfe für die Ukrainian Otamans und gewann zwei. Beim Vergleichskampf gegen Italia Thunder verlor er gegen Imre Szellő.
| Personendaten    | Personendaten                                          |
| ---------------- | ------------------------------------------------------ |
| NAME             | Pojazyka, Denys                                        |
| ALTERNATIVNAMEN  | Poyatsika, Denys; Пояцика, Денис Юрійович (ukrainisch) |
| KURZBESCHREIBUNG | ukrainischer Amateurboxer                              |
| GEBURTSDATUM     | 29. April 1985                                         |
| GEBURTSORT       | Krementschuk                                           |